# 牽招
牽 招（けん しょう、生没年不詳）は、中国後漢末期から三国時代にかけての魏の武将・政治家。字は子経。冀州安平郡観津県の人。子は牽嘉・牽弘。孫は牽秀。『三国志』魏志「満田牽郭伝」に伝がある。

## 事跡

### 曹操に仕える以前の事跡
10代で同郷の楽隠に師事し、楽隠が何苗の長史となると、牽招もこれに随従した。中平6年（189年）、洛陽の動乱の中で何苗と楽隠が殺されたため、他の門下生と共に楽隠の棺を守って帰郷しようとした。しかし、途中で賊に襲われ他の門下生は逃亡してしまった。牽招が棺に取りすがり、見逃すよう泣いて頼んだところ、賊はその義気を認め牽招を見逃した。これにより牽招は名を知られるようになった。若き劉備とも交友があり、「刎頸の交わり」を誓った仲であったという。
その後、冀州の袁紹の下で督軍従事を拝命し、烏桓突騎を兼任した。袁紹死後は袁尚に仕えた。建安9年（204年）、中山郡へ逃れた袁尚のために、袁尚の従兄弟で并州刺史の高幹に救援を求めた。しかし、高幹は曹操にも袁尚にも与しようとせず、牽招を殺害しようと図った。牽招は逃走したが、退路を遮られていたため袁尚の下に戻ることができず、そのまま曹操に降って冀州従事として仕えた。

### 曹操の下での事跡
その後、曹操に反逆した袁譚を支援する峭王（遼東烏桓の蘇僕延）を説き伏せるため、牽招は柳城に派遣された。すると柳城において、公孫康配下であった韓忠と遭遇した。韓忠が公孫康の正統性を主張し、曹操を批判したところ、牽招は怒って韓忠を斬り捨てようとした。しかし峭王が謝罪したため牽招も剣を収め、峭王は曹操に服することになった。韓忠は、峭王に単于の印綬を授けようとしていたという。
建安10年（205年）の袁譚滅亡後、牽招は軍謀掾に任命され、さらに烏桓征伐に随行して、柳城で護烏桓校尉に任命された。建安12年（207年）、公孫康が袁尚・袁煕の首級を送ってくると、牽招は首級の下で祭祀を行なった。しかし、曹操は牽招を罰せず、寧ろその行為を評価して茂才（秀才）とした。
建安20年（215年）の漢中征伐に随従し、平定後は中護軍として漢中に留まった。その後は鄴に戻り、平虜校尉として青州と徐州の郡兵を率いて東萊郡の賊を破り、その首領を斬った。

### 魏王朝での事跡
黄初元年（220年）、曹丕が即位すると使持節・護鮮卑校尉となり昌平に駐屯。解儁とともに鮮卑を監督した。牽招は寛大な統治により、漢族・異民族を問わず帰順する者を受け入れ、鮮卑族の素利・弥加ら部落十数万家や、歩度根・泄帰泥ら部落3万家を招き寄せ帰服させた。その後、右中郎将・雁門太守となり、優れた行政手腕で農地開発と秩序の安定に貢献した一方、雲中郡で泄帰泥らを指揮して軻比能を撃破した。
黄初7年（226年）、曹叡が即位すると関内侯の爵位を賜った。太和2年（228年）、護烏桓校尉の田豫が馬邑城で軻比能に包囲されると、牽招はすぐさま救援に向かい、田豫を救出して軻比能を撃破した。その後、諸葛亮と連携する軻比能を討伐するための計画を進めていたが、その途中で死去した。
牽嘉の子で牽招の孫にあたる牽秀は、晋代に平北将軍にまで昇った。
陳寿は牽招について「義を守ること壮烈で、威厳と功績は顕著だった。その能力を十分に発揮するには、大守程度では役不足であった。」と評している。
小説『三国志演義』には登場しない。